# Inofficiella världsmästerskapet i fotboll
Det inofficiella världsmästerskapet i fotboll (Engelska: The Unofficial Football World Championships, UFWC) är en inofficiell titel som i teorin hålls av det landslag som besegrat den senaste segraren i en serie "titelmatcher" som går tillbaka till den allra första fotbollslandskampen år 1872. Det landslag som "erövrat" titeln förlorar den vid sin nästa förlustmatch (också vid träningsmatch) varvid titeln vandrar vidare på samma sätt som till exempel världsmästartiteln i proffsboxning. Om en match slutar oavgjord behåller den regerande mästaren titeln. 
Idén om en inofficiell världsmästartitel för fotbollslandslag lanserades av frilansjournalisten Paul Brown 2003 i en artikel i det brittiska fotbollsmagasinet Four Four Two. Brown lade också upp en webbplats som redogjorde för teorin och redde ut hur titeln vandrat mellan världens fotbollsnationer sedan begynnelsen.
För närvarande (10 juni 2025) är Sverige regerande inofficiell världsmästare efter att ha slagit Algeriet i en vänskapsmatch den 10 juni 2025.

## Titelmatcherna

### Ursprung
30 november 1872 möttes England och Skottland i den första landskampen. Den första matchen slutade oavgjort, 0–0. 8 mars 1873 möttes de två landslagen igen i ett returmöte där England vann med 4–2. Enligt teorin om inofficiellt världsmästerskap blev därmed England de första regerande mästarna. England höll sedan titeln i nästan exakt ett år, fram till världshistoriens tredje möte mellan England och Skottland 7 mars 1874 då skottarna erövrade titeln genom att vinna med 2–1. Skottarna försvarade därefter titeln i sju matcher genom att vinna eller spela oavgjort mot antingen England eller Wales. Först 1879 återerövrade England titeln.

### Titeln lämnar Brittiska öarna
Titeln vandrade därefter mellan lag från de brittiska öarna långt in på 1900-talet. Först 1909 spelade ett lag som inte var från brittiska öarna en titelmatch, detta när England under en turné besegrade både Ungern och Österrike. Titeln fortsatte att cirkulera mellan England, Skottland, Wales, Irland (IFA) och Irland (FAI) ända fram till 1931 då Österrike som första land utanför brittiska öarna lyckades erövra titeln efter en seger med hela 5–0 hemma i Wien mot dåvarande titelhållarna England. Österrikarna försvarade därefter titeln genom att undvika att förlora i elva raka matcher mot bland annat Ungern, Tyskland, Italien, Schweiz och Sverige. Slutligen återtogs titeln av England 1932.
Sverige var det första nordiska lag som erövrade världsmästartiteln genom att mitt under andra världskriget besegra regerande mästarna Tyskland på Olympiastadion i Berlin 1942 med 3–2. Under 1940-talet var Sverige en stormakt i fotboll och försvarade titeln genom att vinna eller spela oavgjort 18 gånger. Även om det svenska landslaget förlorade titeln ett par gånger återerövrades den omedelbart.

### 2010-talet
Nordkorea erövrade titeln 11 november 2011 genom att besegra de då regerande mästarna Japan. Man försvarade sedan titeln tolv gånger, innan Sverige övertog den inofficiella världsmästartiteln i januari 2013 genom seger med 5–2 efter straffläggning (1–1 efter full tid). Argentina tog sedan titeln till Sydamerika efter en 3–2-seger mot Sverige i en träningslandskamp i februari 2013.

## Topplistan
Genom åren har 49 fotbollsnationer från alla befolkade världsdelar vid något tillfälle kunnat titulera sig inofficiella fotbollsvärldsmästare. Det mest framgångsrika landet rankat utifrån flest antal segrar eller matcher titeln försvarats är Skottland, England är tvåa. De båda lagen fick ett försprång då den moderna fotbollen spelades först och endast i Storbritannien. Tredje mest segerrika nation är Argentina. Av de nordiska länderna har Sverige och Danmark hållit titeln. Sverige rankas tillsammans med Frankrike som världens nionde mest framgångsrika nation med 28 segrar vardera i titelmatcher där titeln alltså antingen erövrats eller försvarats.